# Jirapa/Lambussie District
Koordinaten: 10° 35′ N, 2° 35′ W
Der Jirapa/Lambussie District im Nordwesten Ghanas war einer von acht Distrikten der Upper West Region. Der Distrikt hatte ein schmales Stück Grenze mit dem Nachbarland Burkina Faso im Norden. Namensgebend für den Distrikt waren die beiden Traditionellen Gebiete oder "Paramountcies" hier, also Gebiete traditioneller Herrscher, die auch heute noch bedeutenden Einfluss haben. Diese Gebiete sind Lambussie und Jirapa. Der Distrikt wurde 2008 in den Lambussie Karni District und den Jirapa Municipal District aufgeteilt.

## Ethnische Struktur der Bevölkerung
Die Bewohner des Distriktes gehörten ganz überwiegend verschiedenen Gursprachigen Völkern Nordghanas, insbesondere den Dagaaba und Sissala an. Daneben leben hier Mossi, Wangara, und Walla.

## Bedeutendere Ortschaften
- Hamile
- Tizza
- Lambussie
- Billaw
- Karni
- Samoa
- Han
- Sabuli
- Tapomo
- Nimbare
- Chapuri
- Suggo (Suke)
- Piina
- Kuunkyeni
- Kunzokala
- Tampala
- Ullo (Vlo)
- Kogri
- Kpari